# Co2 (serie de televisión)

## Co2
Es una serie animada francesa creada por Philippe Alessandri, Dirigida por Michaël Armellino, Marie-Cécile Labatat & Franck Eckinci, Música de Alexandre Azaria, Coproducida por Tele Images Kids & Je Suis Bien Content for MCM & Canal Jimmy.

## Banda
CO2 es una banda de rock-pop. Integrada por Carl, el guitarrista, Odile, la cantante principal, y Olaf, el baterista. Ellos son la nueva banda de moda en la ciudad, o al menos ellos creen que lo serán, algún día.

## Serie
2 Temporadas. 65 capítulos por temporada, la 
duración de cada capítulo es de 2 minutos.